# Казанцев Юрій Васильович
Юрій Васильович Казанцев (7 грудня 1935 , Мелеуз, Башкирська АРСР  — 25 березня 2011 , Уфа ) — геолог-нафтовик, член-кореспондент АН РБ (1995), доктор геолого-мінералогічних наук (1983), заслужений діяч науки БАРСР (1983).

## Біографія
Юрій Васильович Казанцев народився 7 грудня 1935 року в місті Мелеуз.
У 1959 році закінчив Криворізький гірничорудний інститут. Після закінчення інституту працював начальником геолого-знімальної партії Красноярського геологічного управління (1959—1965), начальником партії, головним геологом Стерлітамацької геолого-пошукової контори об'єднання «Башнефть» (1965—1975), завідувачем лабораторії (1975—2006) Інституту геології УНЦ РАН.
Член-кореспондент АН РБ (1995), він був у Відділенні (секторі) наук про Землю АН РБ.
Наукові напрями роботи Казанцева: структурна геологія, тектоніка, геологія нафти та газу, сейсмотектоніка.
Він встановив лускато-надвигову будову Предуральського крайового прогину; розробив нову модель формування структури крайових прогинів, що дозволило виявити закономірності розміщення нафти та газу, змінити методику пошуково-розвідувальних робіт, за допомогою якої відкрито низку нафтових родовищ (Бакрахське, Архангельське, Беркутівське та ін.).
Він також склав нові геологічні та тектонічні карти Башкирського (Південного) Уралу з розміщенням рудних та нафтових родовищ у фронтальних частинах насувів; встановив інформаційний стиль тектоніки Магнітогорського мегасинклінорія та по-новому пояснив механізм зародження соляної тектоніки нафтогазоносних областей. Їм вперше запропоновано нову модель виникнення та функціонування грязьових вулканів — супутників нафтових та газових родовищ.
Казанцев є одним із авторів програми «Шар'яж та пошуки нафти та газу у Волго-Уральській області та Західному Сибіру», довгострокової програми «Надвіг-2005».
Головний редактор журналу «Геологія. Вісті Відділення наук про Землю АН РБ» (1997).

## Праці
Казанцев Ю. В. — автор понад 250 наукових праць, у тому числі 15 монографій.
- Казанцев Ю. В. Структурная геология Предуральского прогиба. — М.: Наука, 1984.
- Казанцев Ю. В. Структурная геология Магнитогорского синклинория. — М.: Наука, 1992.
- Казанцев Ю. В. Структурная геология юго-востока Восточно-Европейской платформы. — Уфа: Гилем, 2001.
- Вклад геологов-нефтяников в развитие нефтедобывающей промышленности Башкортостана. Уфа: ДООО «Башнипинефть» ОАО АНК «Башнефть», 2003.
- Казанцев Ю. В. Строение Нефтекамско-Артинской зоны восточной окраины Восточно-Европейской платформы Уфа.